# ESME Sudria
Специальная школа механики и электрики (фр. Ecole Spéciale de Mécanique et d'Electricité), более известная как ESME Sudria — французское высшее учебное заведение, одна из высших школ. Специализируется на подготовке специалистов в сфере электротехники, электроники и компьютерной инженерии.
Школа была основана в 1905 году Иоахимом Судрия. С 2006 года школа является частью образовательной группы IONIS.
Школа готовит бакалавров, магистров и докторов наук. Число учащихся — примерно 3000. Кампус школы находится недалеко от Парижа в Иври-сюр-Сен.